# TATA vazebný protein

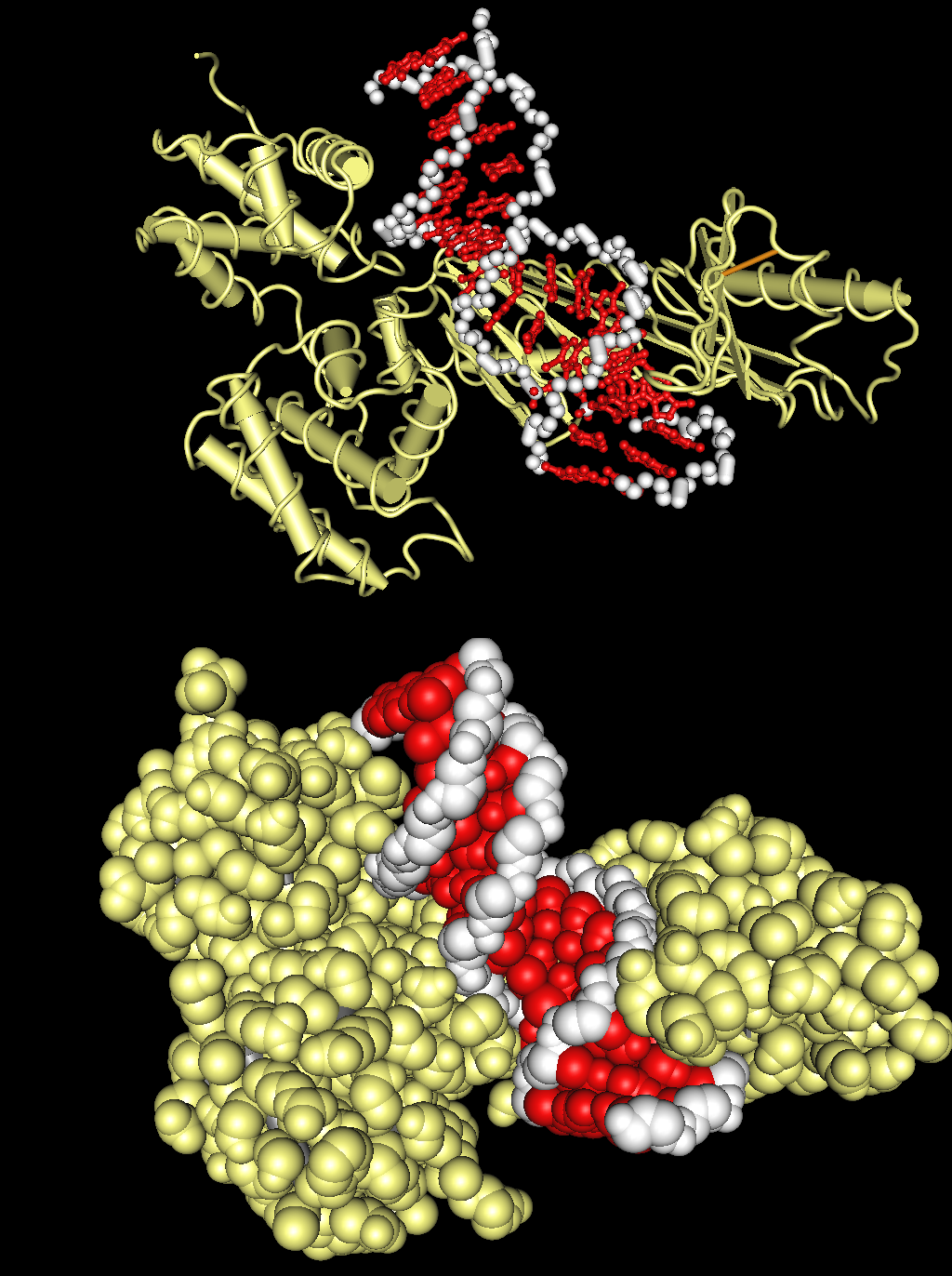
TATA vazebný protein a další transkripční faktory zachycené ve vazbě na TATA box DNA

TATA vazebný protein (z angl. TBP – TATA binding protein, česká podoba není zcela ustálena) je protein představující součást (podjednotku) mnohých transkripčních faktorů. Hraje významnou roli v počáteční fázi transkripce, konkrétně navozuje vznik preiniciačního komplexu pro RNA polymerázy I, II i III. Označuje se někdy také jako TFIIτ, právě z toho důvodu, že tvoří podjednotku τ transkripčních faktorů (TFII). Vyskytuje se pouze u eukaryot a u archeí, u bakterií objeven nebyl, což naznačuje blízkou příbuznost eukaryot a archebakterií.

## Funkce
TATA vazebný protein je zejména součástí transkripčního faktoru TFIID, nutného pro spuštění transkripce RNA polymerázou II. Mimo to však asociuje i s dalšími transkripčními faktory, např. SL1 a TFIIIB, které umožňují přepis různých RNA genů.
Komplex TBP se spolu s dalšími transkripčními faktory váže na promotorové oblasti DNA a vytváří strukturu, která se podle typického tvaru označuje jako „koňské sedlo“. Nevážou se však na libovolné místo DNA, ale na sekvenci zvanou TATA box. Ta je pojmenovaná podle toho, že je tvořena především bázemi thyminem (T) a adeninem (A), mnohdy právě v pořadí TATA.